# Lôi Ba
Lôi Ba (chữ Hán giản thể: 雷波县, Hán Việt: Lôi Ba huyện) là một huyện thuộc Châu tự trị dân tộc Di Lương Sơn, tỉnh Tứ Xuyên, Cộng hòa Nhân dân Trung Hoa. Huyện này có diện tích 2932 km2, dân số năm 2002 là 230.000 người. Huyện được chia thành các đơn vị hành chính gồm 4 trấn, 45 hương.
- Trấn: Cẩm Thành, Tây Ninh, Hoàng Lang, Vấn Thủy.
- Hương: Bổ Nhĩ, Giác Tát, Mỹ Tát, Ô Y, Lạp Quả, Lãng Châu, Sa Lạc, Lạp Đạt, Tứ Khỏa, Ngõa Đô, Cơ Chỉ, Liên Bổ, Ô Khoa, Mộc Nhĩ, Lạc Cổ, Bổ Lạc, Hỏa Liệt, Địa Lạc, Hiệp Tỉnh, Cửu Đô, Nhạc An, Thải Cáp, Ngưu Giác Oan, La Gia Bình, Bao Cốc Bình, Ủy Chỉ Lạc, Nga Lý NBình.